# Smetannik

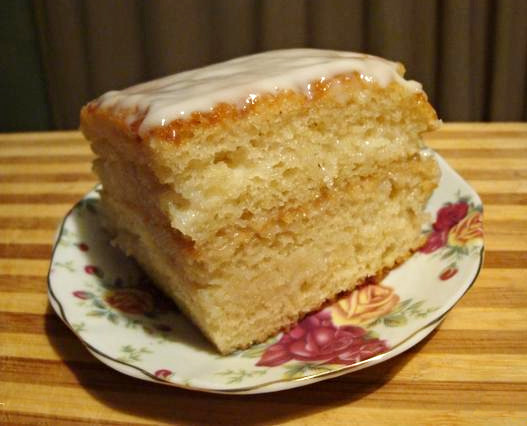
Smetannik, russischer Kuchen mit saurer Sahne

Smetannik (russisch Сметанник) ist ein traditioneller russischer Biskuitkuchen. Im Gegensatz zu anderen Biskuitkuchen wird dem Kuchenteig saure Sahne zugesetzt. Die einfache Zubereitung und Verfügbarkeit der Produkte haben ihn zu einem der beliebtesten Kuchen in Russland gemacht.

## Geschichte

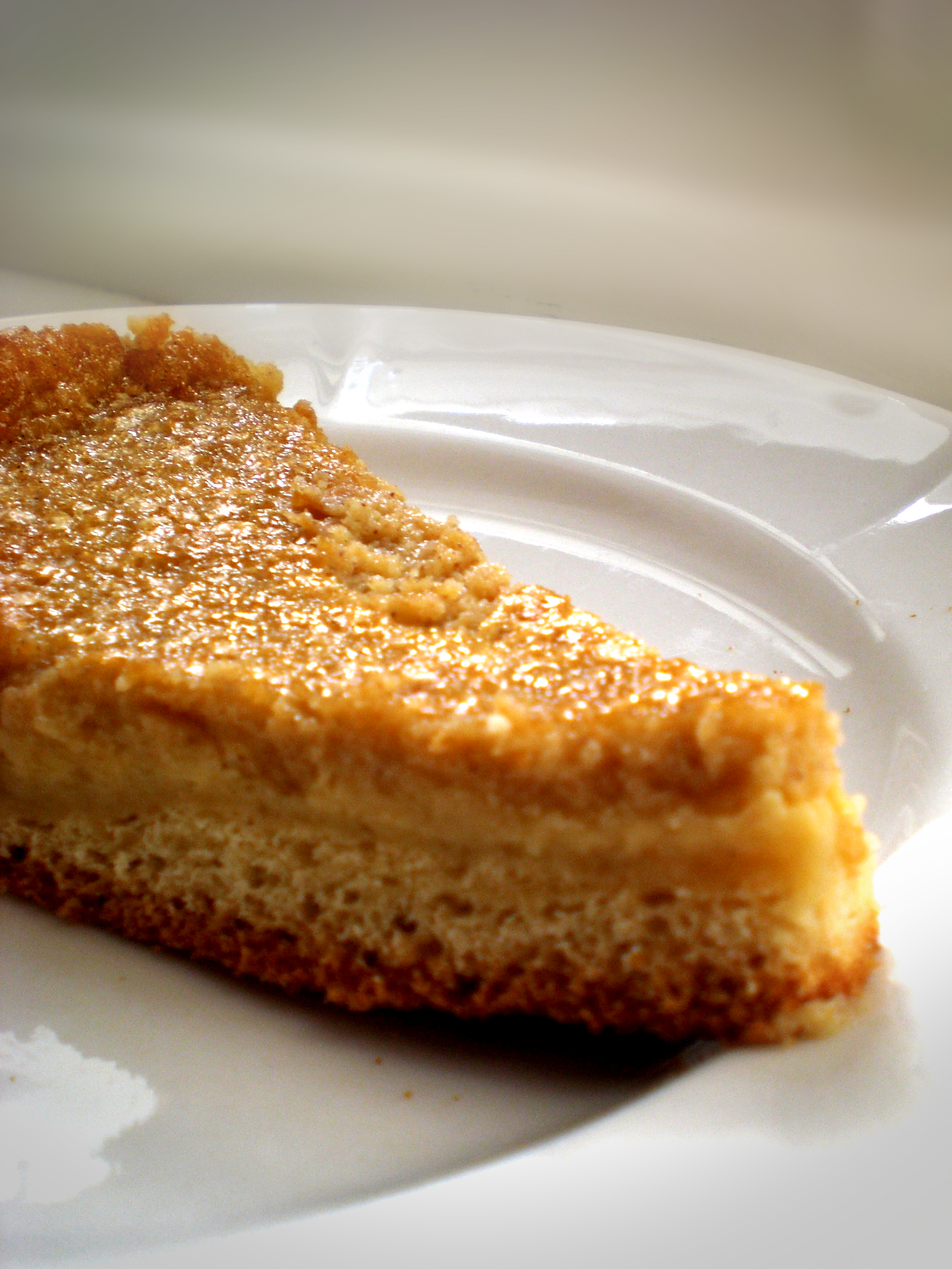
Stück Smetannik

Einem Volksglauben zufolge bereiteten russische Frauen in Dörfern lange Zeit Teig aus Resten von saurer Sahne zu. Aus diesem Teig frittierten sie in einer Bratpfanne Kuchen, bestrichen sie mit Sauerrahm und stapelten sie übereinander. Oft wurde der resultierende „Kuchen“ mit Honig übergossen. Dieses „Dessert“ war bei den Bauern sehr beliebt; sie nannten es „Smetannik“. Es wird angenommen, dass der moderne Klassiker entstand, als russische Hausfrauen mit der Zubereitung von Biskuitkuchen begannen. Es gibt auch eine Legende, dass der russische Zar Alexander Nikolajewitsch an der Entwicklung des Sauerrahm-Rezepts beteiligt war. Gleichzeitig gibt es im klassischen russischen Kochbuch des späten 19. und frühen 20. Jahrhunderts von Helene Molochowetz kein Rezept für Sauerrahmkuchen.

## Vorbereitung
Der Prozess der Zubereitung eines klassischen Smetannik besteht aus vier Schritten: Kuchenschichten herstellen, Sahne herstellen, Kuchen zusammensetzen und dekorieren. Es gibt zwei Arten von Sauerrahmkuchen – normale und Schokoladenkuchen, wodurch der Schnitt gestreift ist. Schokoladenkuchen werden zubereitet, indem man einer Teighälfte Kakaopulver hinzufügt. Sauerrahm wird aus geschlagenem Sauerrahm mit Zucker, oft Vanille, hergestellt. Der Creme werden außerdem Rum, Zitronenschale, Trockenfruchtstücke und weitere Zutaten nach Geschmack zugesetzt. Der Sauerrahm ist mit Kuchenbröseln, geriebener Schokolade, Nüssen und Früchten dekoriert. Daher gibt es viele Optionen für Smetannik. Es ist wichtig, das Smetannik gut einweichen zu lassen; dies dauert 10–12 Stunden.